# Dodecatoma parvicornis
Dodecatoma parvicornis är en skalbaggsart som beskrevs av Wittmer 1979. Dodecatoma parvicornis ingår i släktet Dodecatoma och familjen Rhagophthalmidae. Inga underarter finns listade i Catalogue of Life.